# Île paradisiaque

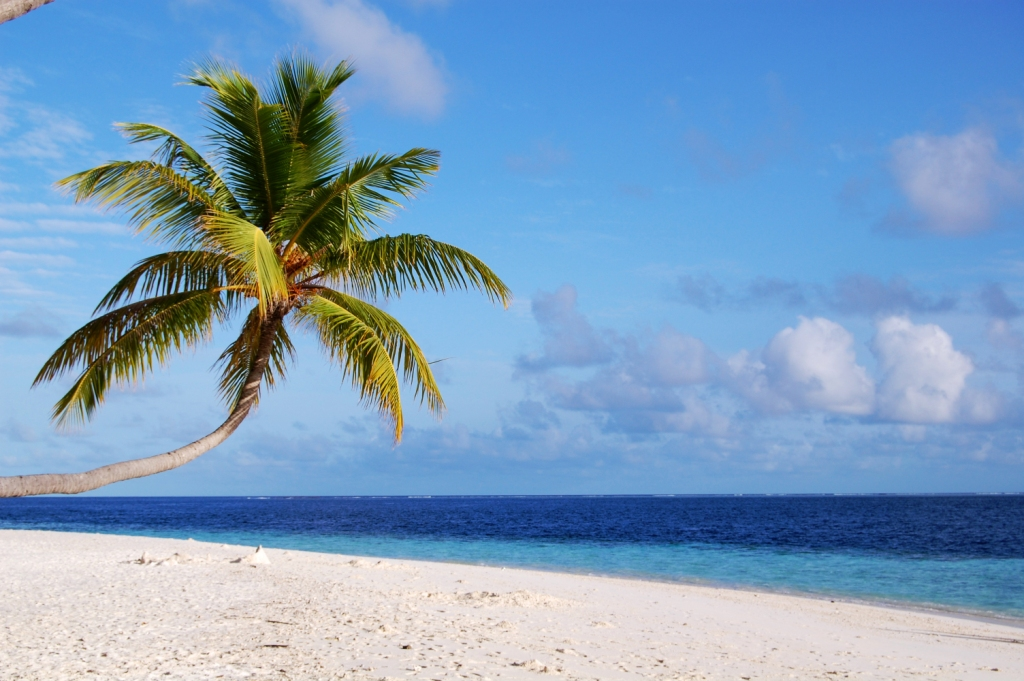
Île paradisiaque aux Maldives.

L'île paradisiaque est un  concept antique du lieu privilégié. Dans les civilisations anciennes, comme chez les Grecs, si les Dieux vivent dans une île, c'est bien qu'il s'agit d'un lieu privilégié. L'île est ainsi devenue le support du Paradis. Au Moyen Âge, on situe le Jardin d'Eden sur une île et on part à la recherche du Paradis sur Terre. Sa recherche est le cadre de nombreuses légendes et histoires. Au XVIe siècle, l'Homme se sert du cadre de l'île afin d'y décrire une société idéale, l'Utopie. Ultérieurement, les romanciers utiliseront l'île comme cadre de leurs romans pour que leur Robinson Crusoé y aborde et y vive en retrait de la société durant une certaine période. Ce concept des robinsonades été repris de nos jours par le tourisme, pour en faire le lieu privilégié pour nos vacances qui font de nous de nouveaux Robinsons modernes. L'île support du rêve est ainsi devenue un des thèmes récurrents des publicités dans le monde occidental.

## L'île lieu de vacances

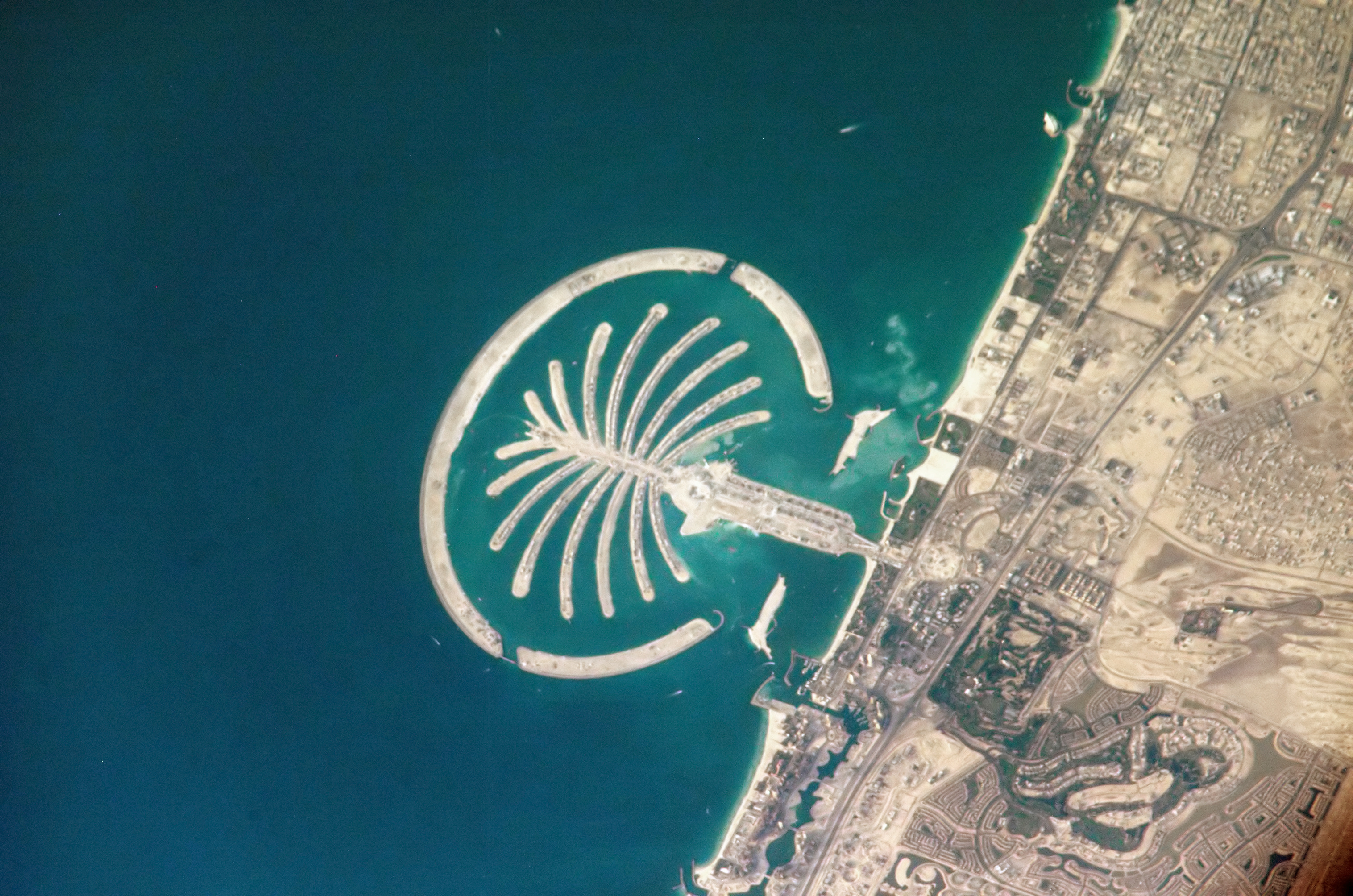
L’île de Palm Jumeirah à Dubaï

## L'île support de rêve

Publicité pour des vacances à Tahiti

## Galerie

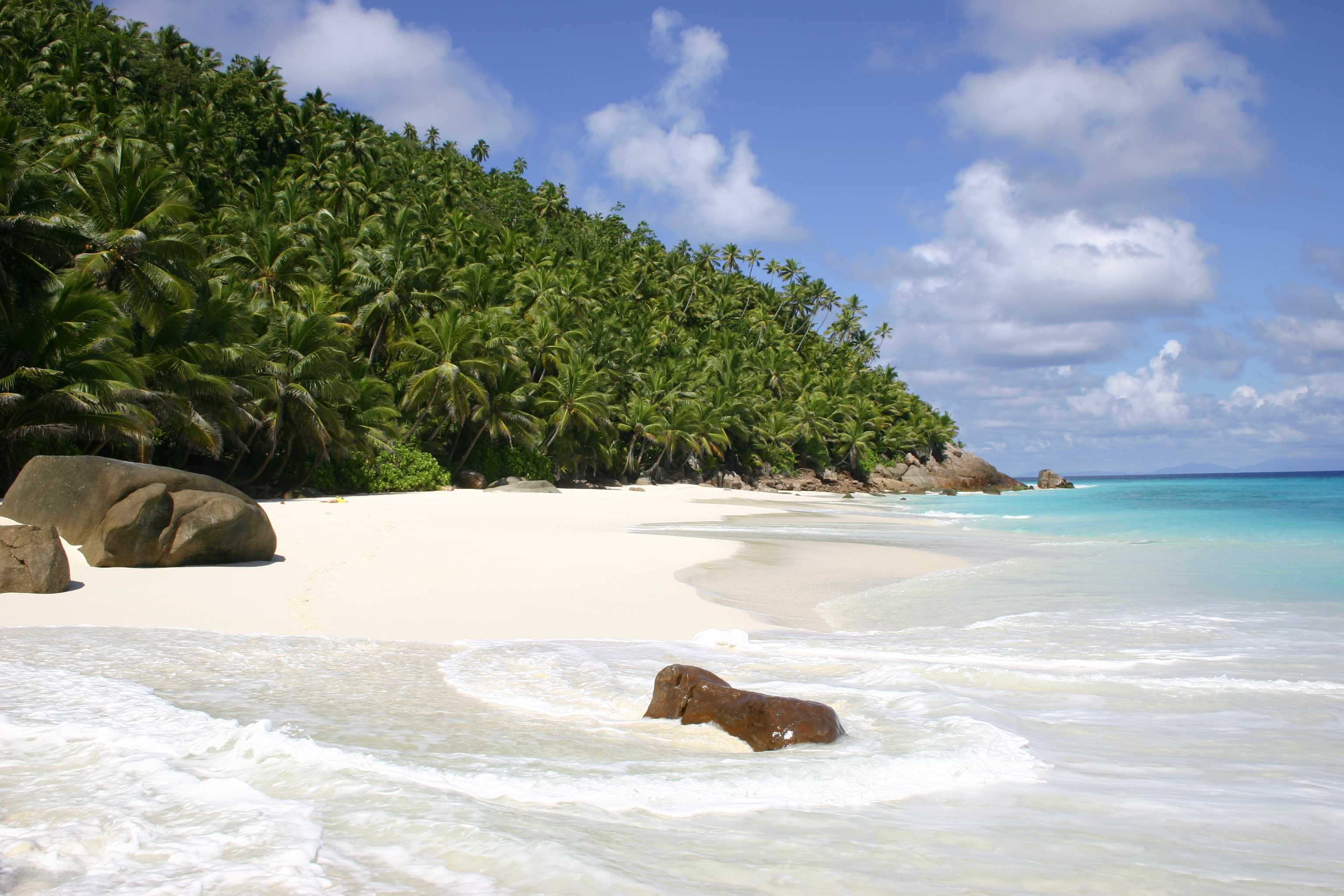
Île paradisiaque aux Seychelles
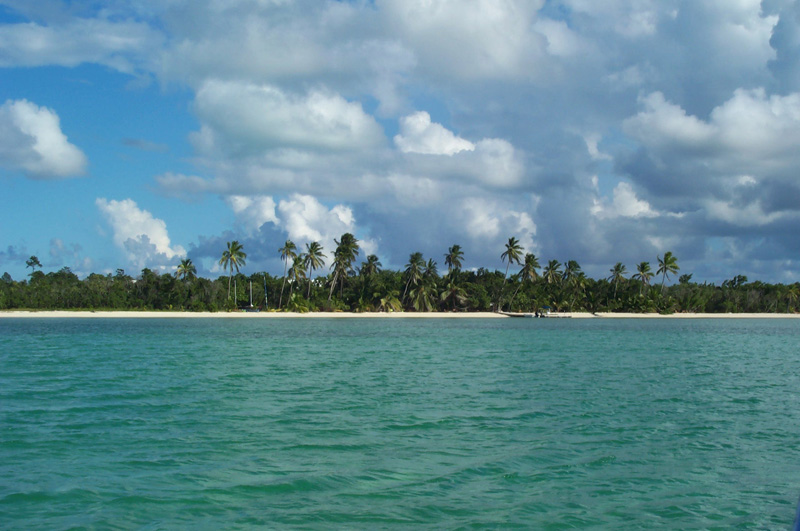
Andros, aux Bahamas
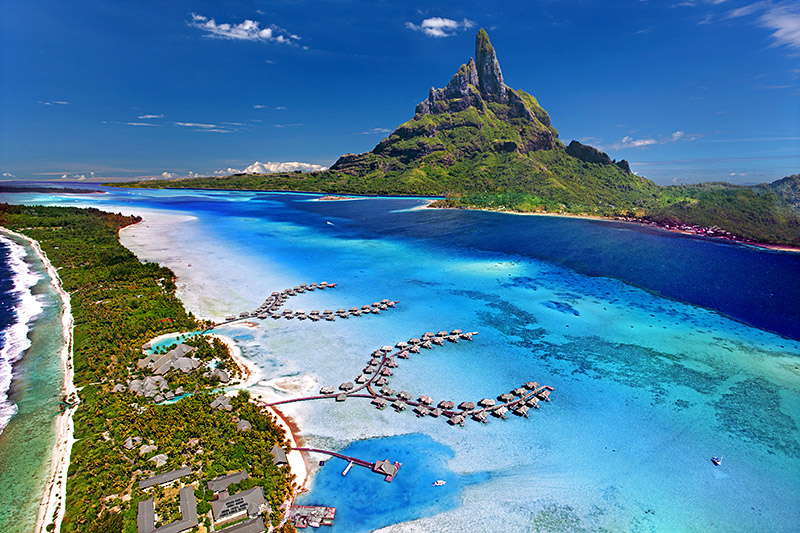
Bora-Bora (Polynésie française)
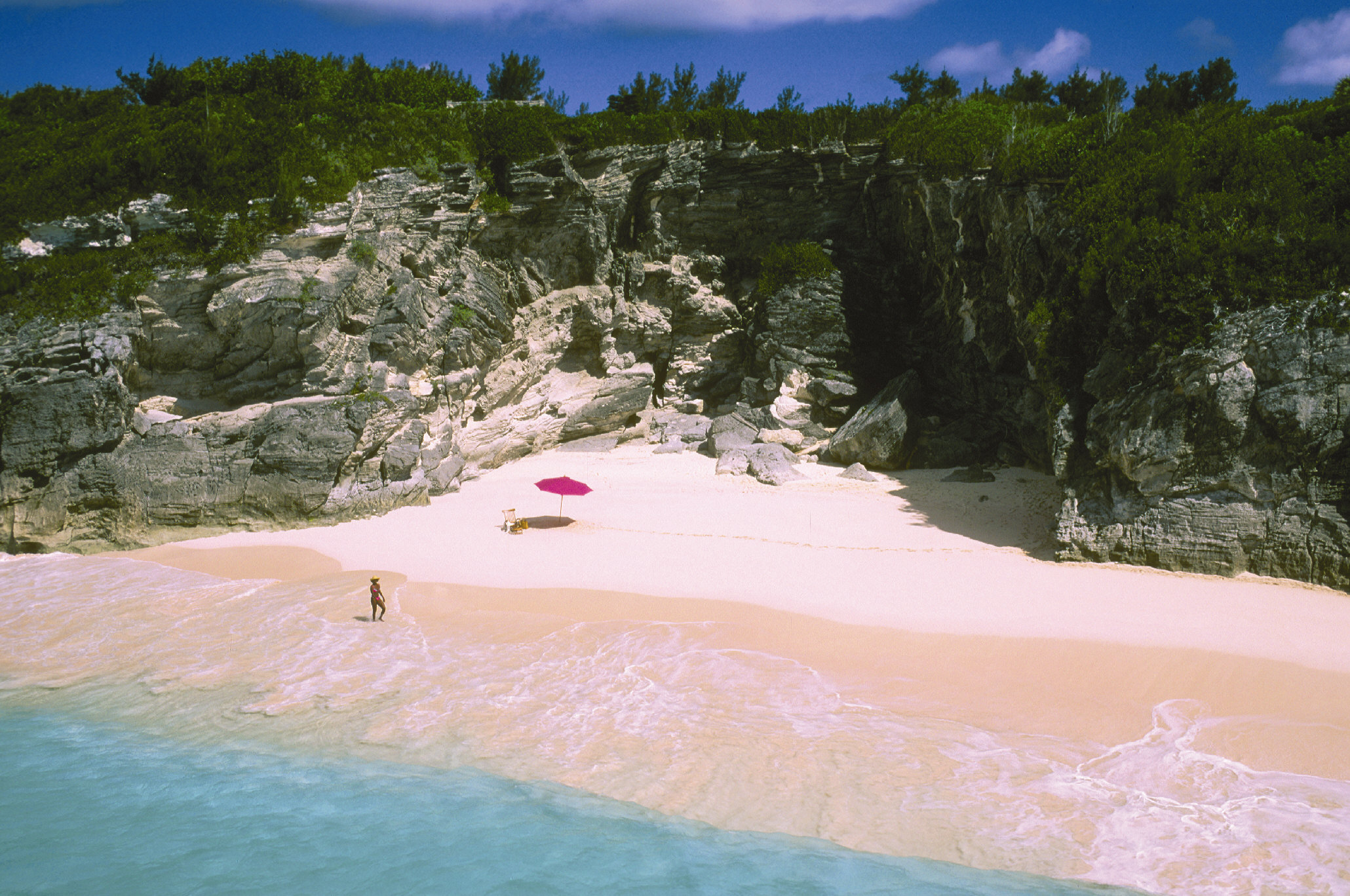
Île paradisiaque des Bermudes avec sa plage de sable rose
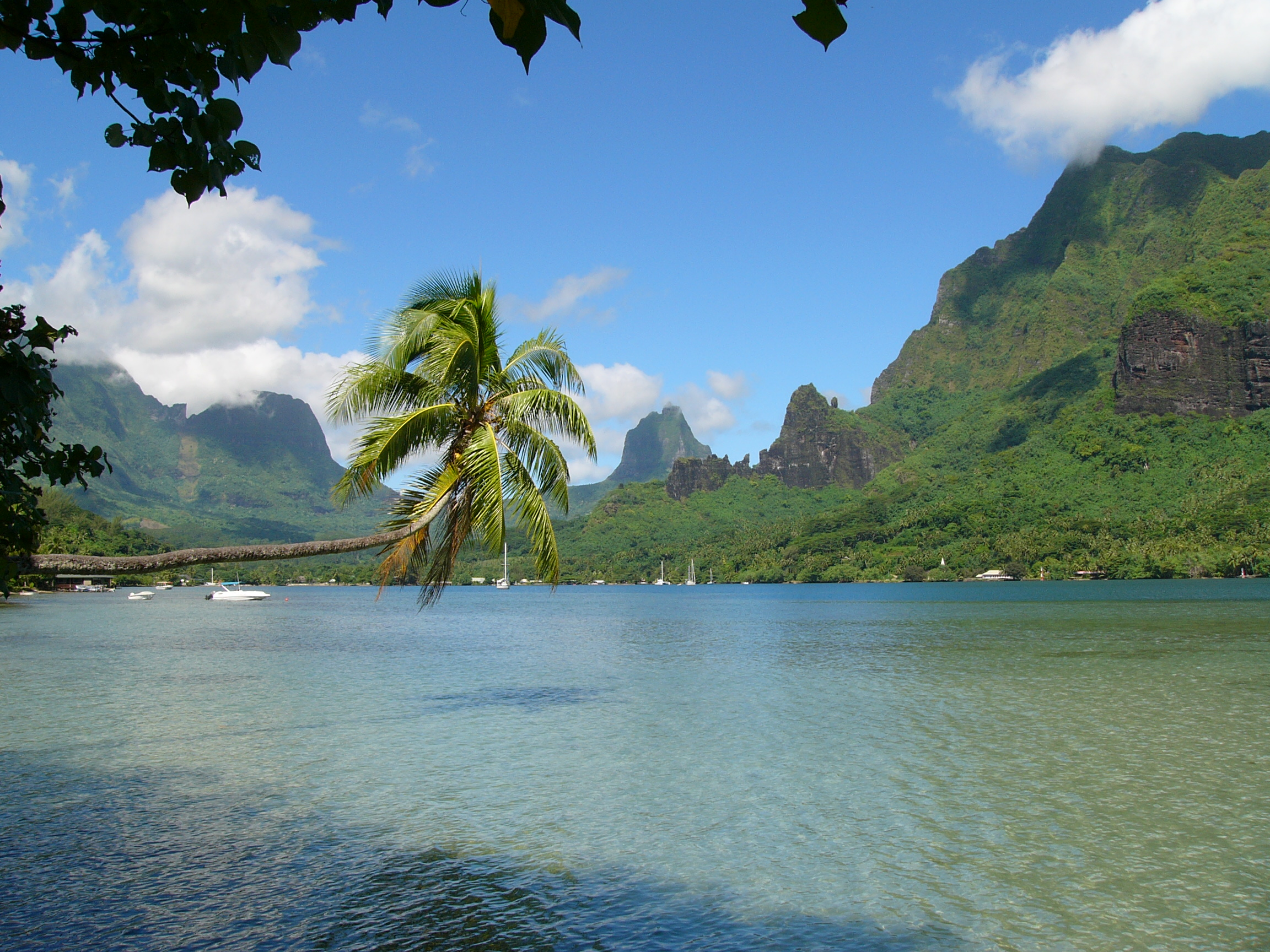
Moorea en Polynésie française
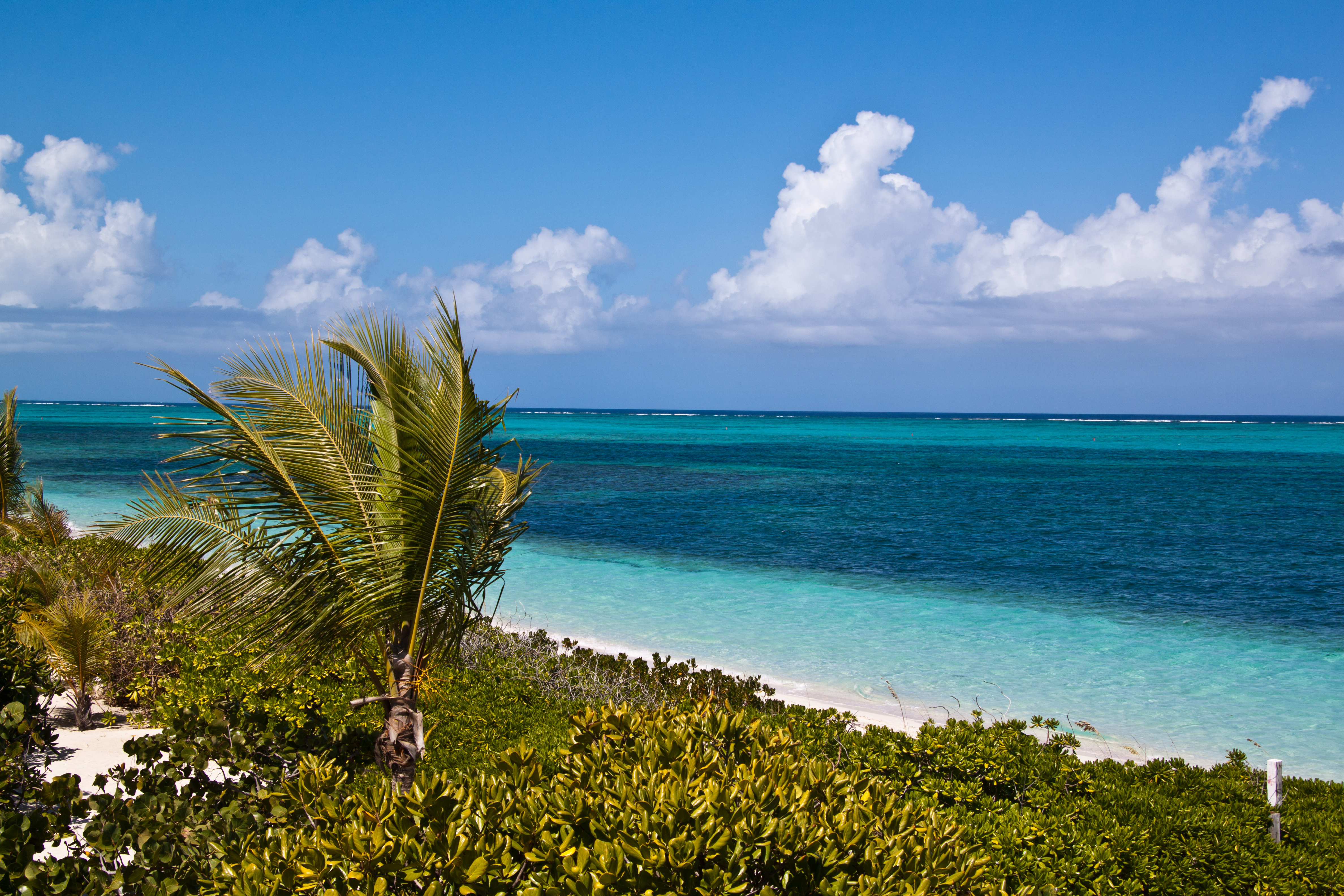
Providenciales dans les Îles Turques-et-Caïques
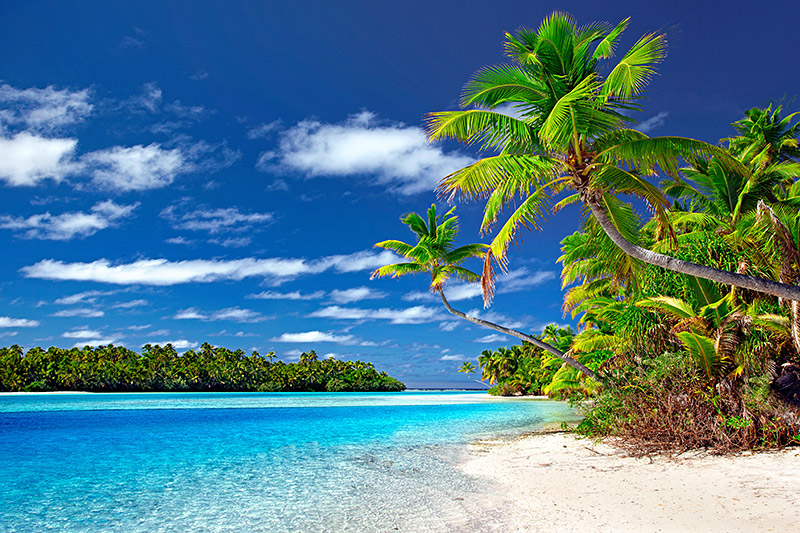
Aitutaki (Îles Cook)
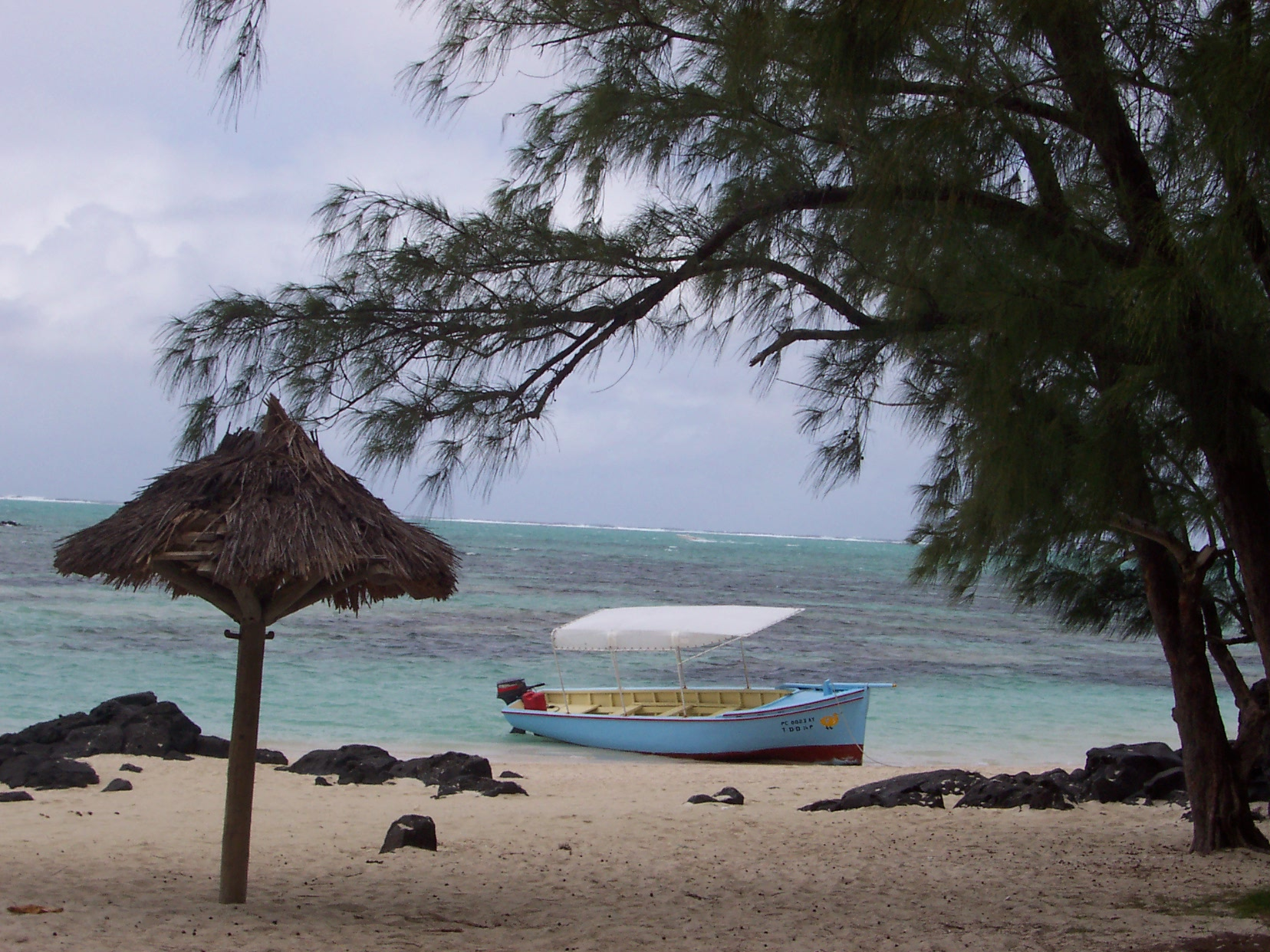
L'île aux Cerfs (Maurice)